# Campionats del món de ciclisme en ruta de 1975
Els Campionats del món de ciclisme en ruta de 1975 es disputaren del 27 al 31 d'agost de 1975 a Mettet i Yvoir, Bèlgica.

## Resultats
| Proves :                            | Or                                                                                    | Or         | Argent                                                                                   | Argent | Bronze                                                                                  | Bronze   |
| Masculines                          |                                                                                       |            |                                                                                          |        |                                                                                         |          |
| Cursa en línia masculina detalls    | Hennie Kuiper · Països Baixos                                                         | 6h 39' 19" | Roger De Vlaeminck · Bèlgica                                                             | + 17"  | Jean-Pierre Danguillaume · França                                                       | m. t.    |
| Cursa en línia masculina amateur    | André Gevers · Països Baixos                                                          | 4h 18' 01" | Sven-Ake Nilsson · Suècia                                                                | + 2"   | Roberto Ceruti · Itàlia                                                                 | + 57"    |
| Contrarellotge per equips masculins | Polònia · Tadeusz Mytnik · Mieczyslaw Nowicki · Ryszard Szurkowski · Stanisław Szozda | 2h 09' 07" | Unió Soviètica · Guennadi Kómnatov · Valery Chaplygin · Aavo Pikkuus · Vladimir Kaminski | + 5"   | Txecoslovàquia · Petr Matousek · Vlastimil Moravec · Vladimir Vondracek · Petr Buchacek | + 1' 39" |
| Femenines                           |                                                                                       |            |                                                                                          |        |                                                                                         |          |
| Cursa en línia femenina detalls     | Tineke Fopma · Països Baixos                                                          | 1h 32' 36" | Geneviève Gambillon · França                                                             | + 1"   | Keetie Hage · Països Baixos                                                             | m. t.    |

## Medaller
| Posició | País           | Or | Plata | Bronze | Total |
| 1       | Països Baixos  | 3  | 0     | 1      | 4     |
| 2       | Polònia        | 1  | 0     | 0      | 1     |
| 3       | França         | 0  | 1     | 1      | 2     |
| 4       | Bèlgica        | 0  | 1     | 0      | 1     |
| 4       | Unió Soviètica | 0  | 1     | 0      | 1     |
| 4       | Suècia         | 0  | 1     | 0      | 1     |
| 7       | Txecoslovàquia | 0  | 0     | 1      | 1     |
| 7       | Itàlia         | 0  | 0     | 1      | 1     |
| Total   | Total          | 4  | 4     | 4      | 12    |